# Culicoides pictellum
Culicoides pictellum är en tvåvingeart som först beskrevs av Camillo Rondani 1869.
Culicoides pictellum ingår i släktet Culicoides och familjen svidknott. Artens utbredningsområde är Italien.